# Khandpara
Khandpara fou un estat tributari protegit a Orissa limitat al nord pel riu Mahanadi que el separava de Narsinghpur i Baramba; a l'est amb Banki i el districte de Puri; al sud amb Puri i Nayagarh; i a l'oest amb Daspalla. Originalment fou part de Nayagarh, però vers el 1600 un germà del raja d'aquest estat en va establir la independència; van governar dotze descendents del fundador, tots de casta rajput. El territori era fèrtil i un dels millors cultivats d'Orissa; estava creuat pels rius Kuaria i Dauka afluents del Mahanadi. La superfície era de 632 km² i el formaven 321 pobles (325 el 1901). La població era de 60.877 habitants el 1872, de 66.296 el 1881, 63.287 el 1891, 69.450 el 1901 i 77.929 el 1931; la majoria dels tribals (6%) eren khands i savars; la religió era de majoria hindú (93,6%)
La principal vila era Kantilo, centre de comerç a la riba del Mahanadi, amb una població el 1872 de 5386. No obstant la capital era Khandpari o Khandpara, a 20° 15′ 50″ N, 85° 12′ 51″ E / 20.26389°N,85.21417°E que el 1881 tenia 5.543 habitants. Altres poblacions eren Biengonia, Fatehgarh, Banmalipur i Nemapol.

## Bandera
La bandera com la d'altres estats amb el mateix origen era rectangular partida horitzontalment, groc a la part superior i blau marí a la inferior. Al mig de les dues franges, el cap d'un tigre.

## Llista de rages
- Raja JADUNATH SINGH Mardraj després de 1599-1675
- Raja NARAYAN SINGH Mardraj 1675-1709
- Raja BALUNKESHWAR SINGH Mardraj 1709-1723
- Raja BANAMALL SINGH Mardraj 1723-1732
- Raja BAIRAGI SINGH Mardraj 1734-1770
- Raja NILADRI SINGH Mardraj 1770-1794
- Raja NARASIMHA SINGH Mardraj 1794-1815
- Raja PURUSHOTTAM SINGH Mardraj 1815-1821
- Raja KRISHNA CHANDRA SINGH Mardraj 1821-1842
- Raja KUNJA BIHARI SINGH 1842-1867
- Raja NATOBAR SINGH Mardraj Bhramarbar Rai 1867-1905
- Raja RAM CHANDRA SINGH Mardraj Bhramarbar Rai 1905-1922
- Raja HARIHAR SINGH Mardraj Bhramarbar Rai 1922-1948 (mort més tard)